# Мардин (ил)
Марди́н (тур. Mardin ili, курд. Parêzgeha Mêrdîn, араб. محافظة ماردين‎) — провинция на юге-востоке Турции на границе с Сирией.
Административный центр провинции — город Мардин. Одна из провинций юго-восточной Анатолии и Северного Курдистана.
Название Мардин происходит от сир. «marde» — крепость, которое было заимствовано из старокурдск. «mard» («мужчина»).

## Географическое положение
Ил граничит на западе с илом Шанлыурфа, на севере с илами Диярбакыр и Батман, а на востоке с илами Ширнак и Сиирт.
Территория провинции образует переход между горной Анатолией и равнинами Месопотамии. Есть только несколько гор высотой более 1000 метров.

## Население
Провинция населена в основном курдами (ок. 80%), имеется значительное число арабов, частично сохранились ассирийские и арамейские общины. Небольшое число составляют турки, ингуши и чеченцы.
Исторических имелось также значительно число курдов-езидов. Большинство из проживавших в Мардине сорока тысяч езидов покинули провинцию, а из нескольких десятков тысяч арамеев осталось только несколько сотен.
Согласно некоторым данным, в санджаке Мардин в 1878 году проживало 103 000 человек, из которых:
- курды — 37 000 (36 %)
- ассирийцы — 25 000 (24 %)
- армяне — 18 000 (17 %)
- арабы — 16 000 (14 %)
- турки — 7 000 (6 %)

По османским данным, в санджаке Мардин в 1914 году проживало 214 646 человек, из которых:
- мусульмане — 163 515 (76 %)
- ассирийцы — 40 402 (19 %)
- армяне — 7 414 (3 %)
- другие — 3 315 (2 %)

В начале XX века в санджаке Мардин был проведен геноцид, направленный против армян и ассирийцев и курдов-езидов.

## Административное деление
Ил Мардин разделён на 10 районов:
1. Даргечит (Dargeçit)
2. Дерик (Derik)
3. Кызылтепе (Kızıltepe)
4. Мардин (Mardin)
5. Мазыдагы (Mazıdağı)
6. Мидьят (Midyat)
7. Нусайбин (Nusaybin)
8. Омерли (Ömerli)
9. Савур (Savur)
10. Ешилли (Yeşilli)

## Туризм
С древних времён провинция была связующим звеном между анатолийской и месопотамской культурами.
Из достопримечательностей прежде всего следует упомянуть каменные дома и крепость города Мардин, горное плато Тур-Абдин, а также два древних христианских монастыря Дейрул-Заферан, Мор-Габриэль, медресе Зинджирие и Касымие.

## Знаменитые земляки
- Карш, Юсуф (1908—2002) — канадский фотограф